# Décio Thadeu
Décio Sequeira dos Santos Thadeu nasceu em Lisboa, onde frequentou o Instituto Superior Técnico (IST) e foi aluno do geólogo Ernest Fleury (1878—1958). Concluído o curso de Engenharia de Minas em 1946, trabalhou, logo em 1947, na Guiné, com João Carrington Simões da Costa (1891—1982), na qualidade de adjunto da Missão Geológica a essa antiga colónia portuguesa. Em Abril de 1947, tornou-se geólogo dos SG, cargo que ocupou durante pouco tempo, uma vez que em Maio de 1948 deixou a instituição e passou a trabalhar como chefe do Departamento de Geologia do Couto Mineiro da Panasqueira para a companhia inglesa Beralt Tin & Wolfram, Ltd., ocupação que manteve até 1952. Décio Thadeu contribuiu grandemente para o estudo e conhecimento dos jazigos minerais em Portugal e os seus trabalhos sobre os jazigos de estanho, volfrâmio e tungsténio trouxeram-lhe reconhecimento internacional. Foi vogal do projecto intitulado “Mineralization Associated with Acid Magmatism”, redigindo um dos capítulos duma publicação final referente ao projecto. Entre 1978 e 1983, foi eleito conselheiro da Sociedade da Geologia Aplicada aos Depósitos Minerais (SGA) e, desde 1974 até à data da sua morte, foi vogal do grupo de trabalho sobre paragéneses minerais da International Association of the Genesis of Ore Deposits (IAGOD).
Além das questões geológicas relativas ao conhecimento dos jazigos minerais, Décio Thadeu interessou-se também pela Geologia de Engenharia, tendo trabalhado, a partir de 1958, na empresa Hidrotécnica Portuguesa Lda. Também nesta área os seus conhecimentos lhe permitiram ter sido eleito vogal do Conselho Superior de Obras Públicas entre 1967 e 1973.
Décio Thadeu também enveredou pela docência; foi professor catedrático da cadeira de Geologia e Paleontologia Portuguesas do IST a partir de 1 de Agosto de 1952 e professor do Instituto de Hidrologia de Lisboa entre 1959 e 1987. A sua actividade académica ligada à Geologia foi dedicada, essencialmente, à paleontologia e estratigrafia do Paleozóico. O trabalho de Décio Thadeu nesta área conduziu ao convite para preparar, entre 1973 e 1976, juntamente com colaboradores estrangeiros, estudos comparativos de âmbito paleogeográfico.
A obra científica de Décio Thadeu compreende, para além dos trabalhos de carácter científico — principalmente dedicados à Metalogenia e à Paleontologia — inúmeros trabalhos, relatórios e pareceres no âmbito da Geologia de Engenharia e da Prospecção Mineira, relativos a Portugal continental, à Guiné-Bissau, a Angola e a Moçambique.
Décio Thadeu era membro de várias sociedades profissionais e científicas, de entre as quais se destacam a Sociedade Geológica de Portugal, a Société Géologique de France, a Palaeontological Association, a SGA e a IAGOD.
Existe um museu em sua homenagem sobre geologia que fica no Instituto Superior Técnico,em Lisboa